# Thea Musgrave
Thea Musgrave CBE (født 27. maj 1928 i Barnton, Edinburgh, Skotland) er en skotsk komponist, professor og lærer.
Musgrave studerede harmonilærer, musikanalyse, musikhistorie og komposition på Universitetet i Edinburgh (1947-1950) hos bla. Hans Gal, og studerede videre på Musikkonservatoriet i Paris (1952-1954) hos Nadia Boulanger. Hun har skrevet operaer, balletmusik, orkesterværker, kammermusik, sange og korværker. Hun var senere gæsteprofessor i musik og komposition ved Universitetet i Californien i Santa Barbara. Musgrave har modtaget mange priser såsom Serge Koussevitsky Music Foundation prisen (1974). Hun hører til de vigtige komponister i den moderne klassiske musik i Skotland.

## Udvalgte værker
- Kammerkoncert nr. 2 (1966) - for kammerensemble
- Natte Musik (1968) - for kammerorkester
- Koncert (1967) - for orkester
- Klarinetkoncert (1969) - for klarinet og orkester
- Hornkoncert (1971) - for horn og orkester
- Bratschkoncert (1973) - for bratsch og orkester